# فابيو إيسبينهو
فابيو إيسبينهو هو لاعب كرة قدم برتغالي في مركز الوسط، ولد في 18 أغسطس 1985 في إسبينيو في البرتغال. لعب مع لودوغورتس رازغراد وموريرينسي ونادي ليتشويس ونادي مالقا.

## وصلات خارجية
- فابيو إيسبينهو على موقع قاعدة بيانات كرة القدم.إي يو (الإنجليزية)
- فابيو إيسبينهو على موقع Soccerbase.com (لاعب) (الإنجليزية)
- فابيو إيسبينهو على موقع Soccerway.com (الإنجليزية)
- فابيو إيسبينهو على موقع AS.com (الإسبانية)